# Unatøned
Albums de Machine Head
Of Kingdom and Crown
(2022)
Singles
1. These Scars Wøn’t Define Us
Sortie : 15 novembre 2024
2. Unbøund
Sortie : 18 février 2025
3. Bønescraper
Sortie : 4 avril 2025

Unatøned est le onzième album studio du groupe de groove metal américain Machine Head, qui est sorti le 25 avril 2025 via Nuclear Blast Records et Imperium Records. C'est le premier album avec le batteur Matt Alston et le guitariste Reece Scruggs. 
Avec une durée de 41 minutes, Unatøned est l'album de Machine Head le plus court, surpassant Unto the Locust.

## Contexte et promotion
Le 17 février 2024, Wacław Kiełtyka a annoncé son départ de Machine Head, expliquant que Decapitated était son « groupe numéro 1 absolu » et que Decapitated et Machine Head étaient tous deux des groupes actifs dont les tournées se chevauchaient, créant d'importants conflits d'horaires,. En novembre 2024, le groupe a annoncé une tournée nord-américaine pour 2025 avec In Flames, Lacuna Coil et Unearth en première partie, et a sorti un single, « These Scars Wøn’t Define Us », qui comprenait les voix des quatre groupes dans ce que Machine Head a décrit comme une « collaboration thrash de niveau Wu Tang Clan » ; Le groupe a ensuite annoncé son onzième album studio. Le titre de l'album, Unatøned, et la date de sortie du 25 avril ont été annoncés en février, ainsi qu'un deuxième single, « Unbøund », et un clip vidéo. l'album sera le premier du groupe à présenter Scruggs, qui était considéré comme un membre à part entière du groupe en décembre.

## Réception
Jaimunji de Metal on Tap déclare : « L'album Unatøned de Machine Head résonne comme une bière fraîche par une chaude journée : rafraîchissant, savoureux et percutant. C'est un retour en force féroce et chargé d'émotion, mêlant agressivité thrash, hymnes groove et vulnérabilité obsédante. De l'explosif « Atømic Revelatiøns » en ouverture à l'honnêteté brutale de « Bleeding Me Dry » en passant par la ballade au piano « Scørn » en conclusion, cet album montre Machine Head repousser les limites tout en restant fidèle à ses racines. C'est une déclaration audacieuse de la part d'un groupe qui refuse de stagner – Metal on Tap lui attribue donc la note 9/10. »

## Liste des pistes
| Unatøned | Unatøned                    | Unatøned                         | Unatøned | Unatøned | Unatøned | Unatøned | Unatøned | Unatøned | Unatøned |
| No       | Titre                       | Auteur(s)                        | Durée    |          |          |          |          |          |          |
| -------- | --------------------------- | -------------------------------- | -------- | -------- | -------- | -------- | -------- | -------- | -------- |
| 1.       | Landscape Øf Thørns         | Robb Flynn                       | 0:31     |          |          |          |          |          |          |
| 2.       | Atømic Revelatiøns          | Flynn, Reese Scruggs             | 3:41     |          |          |          |          |          |          |
| 3.       | Unbøund                     | Flynn                            | 3:56     |          |          |          |          |          |          |
| 4.       | Øutsider                    | Flynn                            | 3:56     |          |          |          |          |          |          |
| 5.       | Nøt Løng Før This Wørld     | Flynn, Jared MacEachern, Scruggs | 3:30     |          |          |          |          |          |          |
| 6.       | These Scars Wøn’t Define Us | Flynn                            | 3:32     |          |          |          |          |          |          |
| 7.       | Dustmaker                   | Flynn                            | 2:10     |          |          |          |          |          |          |
| 8.       | Bønescraper                 | Flynn                            | 3:38     |          |          |          |          |          |          |
| 9.       | Addicted Tø Pain            | Flynn, MacEachern, Scruggs       | 3:10     |          |          |          |          |          |          |
| 10.      | Bleeding Me Dry             | Flynn, MacEachern, Scruggs       | 5:36     |          |          |          |          |          |          |
| 11.      | Shards Øf Shattered Dreams  | Flynn, MacEachern, Scruggs       | 3:28     |          |          |          |          |          |          |
| 12.      | Scørn                       | Flynn, Scruggs                   | 4:16     |          |          |          |          |          |          |
| 41:42    |                             |                                  |          |          |          |          |          |          |          |

## Personel
Machine Head
- Robb Flynn – chant, guitare, production
- Jared MacEachern – basse, choeurs
- Matt Alston – batterie, percussion
- Reese Scruggs – guitare

Production
- Zack Ohren – production, ingénerie sonore
- Colin Richardson – mixage
- Chris Clancy – mixage, ingénierie sonore
- Ted Jensen – mastering
- Seth Siro Anton – pochette